# Piper cassinoides
Piper cassinoides är en pepparväxtart som beskrevs av Philipp Filip Maximilian Opiz. Piper cassinoides ingår i släktet Piper och familjen pepparväxter. Inga underarter finns listade i Catalogue of Life.